# Krátký film Praha
Krátky Film Praha (letterlijk vertaald: Korte film (in) Praag) is een Tsjechisch productiebedrijf dat zich voornamelijk richt op educatieve films, documentaires en animatie. Het hoofdkantoor was lange tijd gevestigd in Praag, maar verhuisde in 2005 naar Olomouc. Daarnaast had het vestigingen in Brno, Pilsen en Zlín. Het bedrijf werd in 1946 opgericht als onderdeel van het Tsjechoslowaaks filminstituut, werd onafhankelijk in 1948 en werd in 1957 daadwerkelijk als zodanig geregistreerd. In 1991 werd een instelling opgericht met een gelijkaardige naam, maar beheerd als een naamloze vennootschap, die ook de activa van de oorspronkelijke vennootschap overnam.
Vanaf 1950 bestond Krátký Film uit vier studio's, die qua focus verschilden: populair-wetenschappelijke en educatieve films, documentaires, tekenfilms en poppenanimatie. De tekenfilmstudio werd na verloop van tijd omgedoopt tot Bratři v triku en de studio voor poppenanimatie werd vernoemd naar de Tsjechische regisseur Jiří Trnka. Ook Studio Prométheus in Ostrava viel onder Krátký Film. 

## Geschiedenis
In 1945 werd de gehele filmindustrie van Tsjecho-Slowakije genationaliseerd, en werd het Tsjechoslowaaks filminstituut opgericht, waarbinnen Krátký film in 1946 het levenslicht zag. Na de Tweede Wereldoorlog zwaaide regisseur Elmar Klos daar aanvankelijk de scepter. Vervolgens vond er in 1948 een aanzienlijke reorganisatie van de filmindustrie plaats, onder toeziend oog van de Tsjechoslowaakse staatsfilmorganisatie. In dit proces werd Krátký film een onafhankelijke organisatie. 
In 1950 kreeg Krátký film vier studio's. In principe lag de nadruk van het bedrijf op het maken van korte films, maar daarnaast werden er ook populair-wetenschappelijke en educatieve films, documentaires, tekenfilms en poppenanimaties gemaakt. 
In 1957 vond de laatste fundamentele hervorming plaats, toen de voorloper van het latere staatsbedrijf Czechoslovak Film (ČSF) werd opgericht door het Ministerie van Onderwijs en Nationale Verlichting. Onder de nieuwe regels werd Krátký film officieel in het handelsregister geregistreerd als onafhankelijke economische organisatie. 
In de periode tussen 1969 en 1985 werd Krátký film geleid door Kamil Pixa, een van de oprichters van StB, de Tsjecho-Slowaakse geheime dienst. Vanwege deze verdienste mocht Pixa het bedrijf zelfstandig leiden, en kon hij films maken die niet geheel in lijn waren met het regime, zoals Hra o jablko in 1976. De laatste directeur van voor de val van het communisme was Lubomír Jakeš.
Na 1989 werd de staatsfilmindustrie geprivatiseerd, en in 1990 werd de staatsfilmindustrie afgeschaft als economisch onderdeel van ČSF. In 1991 werd het bedrijf geregistreerd als naamloze vennootschap met aandeelhouders. In 1996 veranderde het zijn naam in Krátký film Praha.  

## Meer informatie
Krátký film Praha is sinds 1958 gevestigd in het voormalige beeldhouwatelier van Karel Novák in Nuslí. In 1983 verhuisde de productie van poppenanimatie naar de nieuwe gebouwen van Barrandov.